# Skagerak (Schiff, 2018)
Die Skagerak ist ein Forschungsschiff der Universität Göteborg.

## Geschichte
Das Schiff wurde unter der Baunummer B-871 auf der Werft Nauta Shiprepair Yard in Gdynia gebaut. Der Bauvertrag wurde am 29. Oktober 2013 geschlossen. Der erste Stahlschnitt erfolgte am 9. September 2014, die Kiellegung am 8. Januar 2015. Das Aufschwimmen des Schiffes erfolgte am 17. Dezember 2016.
Die Fertigstellung des Schiffes war zunächst für Herbst 2015 vorgesehen. Während des Baus kam es zu Problemen und Verzögerungen. So wurde das Schiff zu schwer und der Rumpf musste aus Stabilitätsgründen verlängert werden. Auch bei der Ausrüstung des Schiffes kam es zu Verzögerungen. Das Schiff wurde schließlich im Mai 2018 fertiggestellt. Es ersetzte das gleichnamige Vorgängerschiff.
Im Winterhalbjahr 2020/2021 wurde das Schiff auf der Falkvarv in Falkenberg umgebaut.
Der Schiffsentwurf stammt von NED-Project. Die Baukosten beliefen sich auf über 100 Millionen SEK. Das Schiff wird von Northern Offshore Services in Göteborg bereedert.

## Technische Daten und Ausstattung
Der Antrieb des Schiffes erfolgt dieselelektrisch. Die Stromerzeugung für den Antriebsmotor sowie das Bordnetz erfolgt durch vier Dieselgeneratorsätze. Die Generatoren werden jeweils von einem Volvo-Penta-Dieselmotor des Typs D16 mit 420 kW Leistung angetrieben. Die Dieselmotoren sind mit einem System zur Reduktion von Stickoxiden ausgerüstet. Der elektrische Antriebsmotor des Schiffes leistet 1120 kW. Er wirkt auf einen Propeller mit Kortdüse. Das Schiff ist mit einem Bugstrahlruder mit 290 kW Leistung ausgerüstet.
Das Schiff erfüllt die Vorgaben des International Council for the Exploration of the Sea in Bezug auf das Emittieren von Unterwasserschall (ICES 209).
An Bord sind vier Labore eingerichtet: Zwei 29 bzw. 13 m² große Trockenlabore, ein 9 m² großes Nasslabor und ein 11 m² großes meteorologisches Labor. Auf dem Hauptdeck befindet sich auf der Steuerbordseite des Schiffes ein 38 m³ großer Hangar, von dem aus mithilfe eines Auslegers wissenschaftliche Geräte ausgesetzt und wieder eingeholt werden können. Hinter den Decksaufbauten befindet sich ein 110 m² großes offenes Arbeitsdeck. Vom Arbeitsdeck besteht ein direkter Zugang zum Hangar. Auf dem Arbeitsdeck kann bei Bedarf ein Laborcontainer mitgeführt werden. Am Heck des Schiffes befindet sich ein schwenkbarer Heckgalgen, der bis zu acht Tonnen heben kann.
Das Schiff ist mit Sonar- und Echolotanlagen ausgerüstet und für den Einsatz eines ROV eingerichtet. Die Reichweite des Schiffes beträgt 2000 Seemeilen. Es kann bis zu drei Wochen auf See bleiben.
Das Schiff wird je nach Einsatzart und -dauer von fünf bis sieben Besatzungsmitgliedern betrieben. An Bord stehen zwölf Kabinen zur Verfügung, fünf Einzelkabinen, fünf Doppelkabinen und zwei Dreibettkabinen. Die Schiffsbesatzung ist in den Einzelkabinen sowie ggf. in einer der Doppelkabinen untergebracht. Die weiteren Kabinen stehen Wissenschaftlern zur Verfügung. Je nach Besatzungsstärke können bis zu 16 Wissenschaftler untergebracht werden. Bei Tagesfahrten können zusätzliche Personen eingeschifft werden.